# MGM+
MGM+ (bis 15. Januar 2023 Epix) ist ein US-amerikanischer Pay-TV-Sender, der über Kabel empfangbar ist. Sendestart war der 30. Oktober 2009.

## Geschichte
Die Gründung des Senders Epix wurde von den ursprünglichen Eigentümern Paramount Pictures, MGM, Walt Disney Pictures und Lions Gate Entertainment am 21. April 2008 bekanntgegeben, nachdem neuerliche Verhandlungen über die Lizenzierung des Programms der drei Unternehmen mit dem Sender Showtime gescheitert waren. Ein erstes Ausstrahlungs-Arrangement mit einem Netzbetreiber wurde mit Verizon FiOS am 28. Juli 2009 geschlossen. Nachdem Verhandlungen mit weiteren Anbietern wie Comcast, Cablevision und DirecTV im August 2009 gescheitert waren, beschloss man im darauffolgenden Monat, das Angebot um einen Video-on-Demand-Service, genannt Epix MegaPlex zu erweitern. Zum Senderstart am 30. Oktober 2009 wurde der Film Iron Man gezeigt. Epix ist der bis dato jüngste Pay-TV-Sender in der US-amerikanischen Fernsehlandschaft, nachdem mit Starz der zuvor letzte Pay-TV-Sender am 1. Februar 1994 auf Sendung ging.
Die Eigentümerstruktur des Senders änderte sich ab 2016. Nachdem Lionsgate den Konkurrenten Starz komplett übernahm, wurden die Anteile an Epix an die beiden Ko-Eigentümer verkauft. Bis Mai 2017 hatte MGM dann auch die Anteile von Paramount aufgekauft, sodass man nun alleiniger Eigentümer des Senders ist.

## Programm

### Eigenproduktionen
- Graves (2016–2017)
- Berlin Station (2016–2019)
- Get Shorty (seit 2017)
- Die Wahrheit über den Fall Harry Quebert (2019)
- Godfather of Harlem (seit 2019)
- Pennyworth (seit 2019)
- The True Story of Punk (2019)
- Belgravia – Zeit des Schicksals (2020)

### Akquirierte Produktionen
- Deep State (seit 2018)